# Bombus ladakhensis
Bombus ladakhensis (saknar svenskt namn) är en insekt i överfamiljen bin (Apoidea) och släktet humlor (Bombus) som lever i Centralasien.

## Utseende
Huvudet är svart hos honorna, övervägande gult hos hanarna. Mellankroppen är gul med ett svart parti mellan vingfästena, som fortsätter på större delen av mellankroppens bakre hälft hos honorna; hos hanarna är det smalare och uppblandat med ljusa hår. De två främsta tergiterna är gula, hos honorna ofta med en tunn svart strimma på den andra tergitens bakkant. Den tredje tergiten är orange med svarta sidor. Hos honorna finns två olika former: Den ena har den främre hälften av den fjärde tergiten orange, den bakre hälften, och hela den femte tergiten ljusa (gråvita eller krämfärgade), och den sjätte och sista tergiten en blandning av svarta och ljusa hår. Den andra färgformen har tergit 4 och 5 täckta av svarta och ljusa hår blandat, med en tunn kant av enbart ljusa hår längs bakkanterna. Den sjätte tergiten är även här täckt med en blandning av svarta och ljusa hår. Hanarna har tergit 4 och större delen av tergit 5 orange, bakre delen av tergit 5 och hela tergit 6 ljusa, och den sjunde och sista tergiten ljus i främre delen och med en blandning av svarta och ljusa hår på bakre. 

## Ekologi
Bombus ladakhensis lever på torra, alpina högstepper. där den främst samlar nektar och pollen från växtfamiljer som ärtväxter (likt ärtbuskar) och kransblommiga växter (myntor).

## Utbredning
Humlan är framför allt en tibetansk art. Förutom i Tibet har den setts i Kashmir, Uttar Pradesh, Nepal, Sikkim samt Qinghai och Gansu i Kina.

## Komentarer
1. ↑  Tergiterna är segmenten på bakkroppens ovansida. Honan har sex sådana, hanen sju, som numreras med början framifrån. Motsvarande segment på bakkroppens undersida kallas sterniter.